# Надяскраві рентгенівські джерела

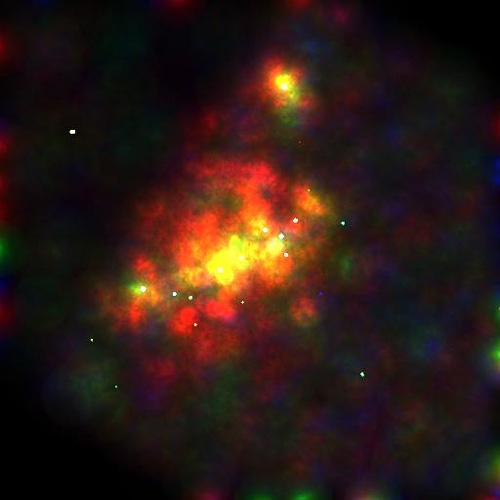
Зображення телескопу Чандра NGC 4485 та NGC 4490: двох потенційних надяскравих рентгенівських джерел

Надяскра́ві рентге́нівські джере́ла (англ. ultra-luminous X-ray source, ULX) — космічні рентгенівські джерела, які тьмяніші за активні ядра галактик, але постійно яскравіші за будь-який відомий зоряний процес (рентгенівська світність яких перевищує 1039 ерг/с або 1032 Ват за припущення, що випромінювання ізотропне, тобто, однакове в усіх напрямках). Здебільшого, виявляють лише одне таке джерело на галактику (у тих галактиках, де вони взагалі є), але в деяких галактик виявлено кілька таких джерел. У Чумацькому Шляху таких джерел не виявлено.
Цікавість астрономів до таких джерел зумовлена тим, що їх світність перевищує межу Еддінгтона для нейтронних зір і навіть для чорних дір зоряної маси. Напевно невідомо, який механізм забезпечує випромінювання; моделюється вузькоспрямоване випромінювання об'єктів зоряної маси, акреція на чорні діри середньої маси та над-едінгтонівська емісія.

## Дані спостережень
Надяскраві джерела рентгенівського випромінювання були відкриті у 1980-ті обсерваторією Ейнштейна (HEAO-2). Пізніші спостереження здійснені ROSAT, а значний прогрес досягнуто рентгенівськими обсерваторіями XMM-Newton та Чандра, які мали значно вищі спектральну та кутову роздільну здатність. Огляд телескопа Чандра показує, що здебільшого трапляється лише одне таке джерело на галактику (втім, у більшості галактик їх взагалі не знайдено)
Надяскраві рентгенівські джерела знайдено в усіх типах галактик, але частіше вони зустрічаються в галактиках з ознаками зореутворення та у взаємодіючих галактиках. Деяка частина знайдених джерел насправді є фоновими квазарами; ймовірність того, що це фонове джерело вища в еліптичних галактик, ніж у спіральних.

## Моделі
Той факт, що надяскраві рентгенівські джерела мають світність, вищу за едінгтонівську світність об'єктів зоряної маси, дозволяє припустити, що вони відрізняються від звичайних рентгенівських подвійних. Розроблено кілька моделей пояснення надяскравих рентгенівських джерел, і може бути, що для різних джерел підійдуть різні моделі.
Вузькоспрямований промінь (англ. Beamed emission) — якщо випромінювання джерела вузькоспрямоване, обмеження Еддінгтона не порушується: по-перше, тому, що фактична світність джерела менша, ніж обчислена за умови ізотропності; по-друге, тому, що акретований газ може надходити з одного напрямку, а фотони випромінюватимуться в іншому. Моделювання показує, що джерела зоряних мас можуть досягнути світності до 1040 ерг/с (1033 Ват). Цього достатньо, щоб пояснити випромінювання більшості джерел, але замало для пояснення найяскравіших. Якщо джерело має зоряну масу та термальний спектр, його температура має бути високою, у сталих Больцмана kT ≈ 1 тис. електронвольт, а квазіперіодичних осциляцій не має бути.
Чорні діри середньої маси (англ. Intermediate-mass black holes). Досі у природі спостерігалися чорні діри лише двох видів: із масами у десятки мас Сонця та з масами мільйони або мільярди мас Сонця. Перші є 'чорними дірами зоряної маси', заключною стадією життя масивних зір, а другі — надмасивними чорними дірами, що існують у ядрах галактик. Чорні діри середньої маси (з масами від сотень до тисяч мас Сонця) є гіпотетичним третім видом чорних дір. Вони досить легкі, щоб не «заглибитися» до центра їх рідних галактик внаслідок динамічного тертя, але достатньо масивні, щоб надяскраво випромінювати в рентгені без порушення межі Еддінгтона. Чорна діра середньої маси у високому/м'якому стані має мати термальний компонент від акреційного диска з максимумом на відносно низьких температурах (kT ≈ 0,1 тис. електронвольт) та може демонструвати квазіперіодичну осциляцію на відносно низьких частотах.
У деяких наукових публікаціях аргументом на користь визнання окремих джерел кандидатами у чорні діри середньої маси є аналогія рентгенівського спектра як збільшених у масштабі рентгенівських подвійних з чорними дірами зоряних мас. За спостереженнями спектри рентгенівських подвійних проходять через різні перехідні стани. Найбільш значущим з цих станів  є низький/жорсткий стан та високий/м'який стан (див. Remillard & McClintock 2006). Низький/жорсткий стан або стан домінування ступеневої залежності характеризується поглиненим ступенево-залежним рентгенівським спектром зі спектральним індексом від 1,5 до 2,0 (жорсткий рентгенівський спектр). Історично, цей стан асоціюється з нижчою яскравістю, хоча за спостереженнями супутників, напр. RXTE, це не обов'язково так. Високий/м'який стан характеризується поглиненим термальним компонентом (чорне тіло з температурою диска у (kT ≈ 1,0 тис. електронвольт) та ступеневою залежністю (спектральний індекс ≈ 2,5). Принаймні одне надяскраве джерело, Holmberg II X-1, спостерігалось у станах зі спектрами, характерними й для високого, і для низького станів. Це може свідчити про те, що деякі надяскраві рентгенівські джерела є акретуючими чорними дірами середніх мас (див. Winter, Mushotzky, Reynolds 2006).
Фонові квазари — значна частина надяскравих рентгенівських джерел, які спостерігались, насправді є фоновими джерелами. Такі джерела можуть бути ідентифіковані за дуже низькими температурами (тобто м'який надлишок у PG квазарів).
Залишки наднових — залишки яскравих наднових можуть досягати світності 1039 ерг/с (1032 Ват). Якщо рентгенівське джерело є залишком наднової, воно не має бути змінним у короткостроковому періоді, однак має поступово тьмянішати (протягом декількох років).

## Примітні надяскраві рентгенівські джерела
- Holmberg II X-1: це відоме надяскраве джерело розташоване в карликовій галактиці. Численні спостереження за допомогою XMM зафіксували це джерело й у низькому/жорсткому стані, й у високому/м'якому, що дозволяє припустити, що джерело є або збільшеною в масштабі рентгенівською подвійною, або чорною дірою середньої маси, на яку відбувається акреція.
- M74: можливо містить чорну діру середньої маси (за спостереженнями Чандри 2005 р.)
- M82 X-1: станом на жовтень 2004 року це було найяскравіше рентгенівське джерело й часто позначалось як найімовірніший кандидат у чорну діру середньої маси[3]. M82-X1 асоціюється із зоряним скупченням, рентгенівське випромінювання має квазіперіодичні осциляції та модуляцію з періодом 62 дні.
- M82 X-2: незвичайне рентгенівське джерело — 2014 року відкрито, що це пульсар, а не чорна діра[4].

- M101-X1: одне з найяскравіших рентгенівських джерел зі світністю до 1041 ерг/с (1034 Ват). Це рентгенівське джерело збігається за розташуванням із видимим джерелом, які було інтерпретовано як зоря-надгігант, тому воно може бути рентгенівською подвійною[5].

- NGC 1313 X1 та X2: NGC 1313, спіральна галактика у сузір'ї Сітки, має два надяскраві рентгенівські джерела[6]. Ці два джерела мають низькотемпературні дискові компоненти, що вважається можливим доказом існування в них чорних дір середньої маси[7].